# Nederländerna i Eurovision Song Contest 2012
Nederländerna deltog i Eurovision Song Contest 2012 i Baku i Azerbajdzjan.

## Uttagning
För första gången sedan 2005 valdes landets bidrag genom en nationell final och inte internt. Sex bidrag tävlade i en final som hölls den 26 februari 2012. Finalen bestod först av tre dueller där två bidrag mötte varandra i en omröstning. 50% jury och 50% telefonröster användes under hela finalen. De tre som vann sina dueller var Pearl Jozefzoon med låten "We Can Overcome", Joan Franka med låten "You and Me" och Ivan Peroti med låten "Take Me As I Am". De tre som tagit sig vidare tävlade sedan i en så kallad superfinal. Efter omröstningen stod det klart att Joan Franka vunnit äran att få representera Nederländerna i Baku med sin låt "You and Me". Hon var folkets favorit av de tre finalisterna men hade kommit sist om endast juryn fick bestämma. Hon vann med 37,1 poäng mot tvåan Pearl Jozefzoons 33,6 poäng.

## Vid Eurovision
Nederländerna deltog i den andra semifinalen den 24 maj. Där hade de startnummer 3. De lyckades dock inte ta sig vidare till finalen, vilket var för åttonde året i rad.